# Ischnolea flavinota
Ischnolea flavinota là một loài bọ cánh cứng trong họ Cerambycidae.